# Oficina de la Presidencia de la República
La Oficina de la Presidencia de la República es una oficina administrativa que apoya directamente al Presidente de México para el cumplimiento de sus tareas y para el seguimiento permanente de las políticas públicas y su evaluación periódica.

## Historia

### Gobierno de Carlos Salinas de Gortari
El 6 de diciembre de 1988, el entonces presidente Carlos Salinas firmó el acuerdo por el que se crea la Oficina de Coordinación de la Presidencia de la República, primer antecedente de la Oficina de la Presidencia de la República; el titular es designado directamente por el presidente. Entre las obligaciones de la Oficina destacaban prestar al Presidente apoyo y asesoría; dar seguimiento a los acuerdos y órdenes presidenciales y los acuerdos de los gabinetes especializados; atender, tramitar y responder las solicitudes de audiencia con el presidente y las quejas de particulares; preparar y coordinar con el Estado Mayor Presidencial las giras y eventos presidenciales; realizar la crónica escrita y fílmica del gobierno federal y ser responsable de la correspondencia del Presidente.
El 4 de junio de 1992, Carlos Salinas firmó el acuerdo por el que se crea la Oficina de la Presidencia de la República, modificando así el nombre de la Oficina de Coordinación y manteniendo sus responsabilidades a las que solo se agregaron el establecer mecanismos de coordinación con la Dirección General de Asuntos Jurídicos y con la Dirección General de Comunicación Social de la Presidencia.
Como Jefe de la Oficina en el Gabinete de Carlos Salinas de Gortari fungió José Córdoba Montoya desde su creación hasta finales de marzo de 1994 cuando lo sustituyó Santiago Oñate Laborde para concluir el periodo presidencial en noviembre del mismo año.

### Gobierno de Ernesto Zedillo Ponce de León
Al tomar posesión como Presidente, Ernesto Zedillo nombró como Jefe de la Oficina a Luis Téllez Kuenzler, puesto en el que permaneció hasta 1997.
Durante la primera mitad del sexenio de Ernesto Zedillo, la Oficina tuvo la misma organización y funcionamiento establecidos en el gobierno de Salinas, hasta que el 22 de octubre de 1997, Ernesto Zedillo firmó un acuerdo por el que desaparece la Oficina de la Presidencia de la República.

### Gobierno de Vicente Fox Quesada
Al tomar posesión como Presidente de México el 1 de diciembre de 2000, Vicente Fox firmó un acuerdo con el que se crea la Oficina Ejecutiva de la Presidencia de la República. Dicha Oficina se integraba por una Oficina de Planeación Estratégica y Desarrollo Regional, una Oficina de Políticas Públicas, una Oficina para la Innovación Gubernamental, un Comisión de Orden y Respeto, una Comisión para el Crecimiento con Calidad, una Comisión para el Desarrollo Social, una Oficina de Representación para el Desarrollo de los Pueblos Indígenas, una Oficina de Representación para la Promoción e Integración Social para Personas con Discapacidad, una Oficina de Representación para Mexicanos en el Exterior y México-Americanos, una Dirección General de Administración y el Secretariado Técnico; cada una de ellas con un titular nombrado directamente por el presidente de la República.
Días más tarde, el presidente Fox agregó a esta Oficina Ejecutiva una Coordinación Presidencial para la Alianza Ciudadana y estableció que el Titular del Secretariado Técnico sería el Secretario Particular del Presidente.
El 10 de diciembre de 2004, Vicente Fox desaparece la Oficina Ejecutiva  y organiza la Presidencia de la República en las siguientes unidades: Oficina de la Presidencia para la Innovación Gubernamental, Oficina de la Presidencia para las Políticas Públicas, Oficina de Representación para la Promoción e Integración Social para Personas con Discapacidad, Coordinación de la Red Federal de Servicio a la Ciudadanía, Coordinación General de Comunicación Social, Coordinación General de Opinión Pública e Imagen, Secretaría Particular y Coordinación General de Administración; todas ellas bajo órdenes directas del Presidente de la República sin aglutinarlas en una sola Oficina.

### Gobierno de Felipe Calderón Hinojosa
Un par de días después de tomar posesión como Presidente de México, Felipe Calderón firmó un acuerdo por el que constituía nuevamente la Oficina de la Presidencia de la República, cuyo titular sería llamado Jefe de la Oficina. Dentro de dicha oficina se encontraban la Secretaría Particular del Presidente, una Coordinación de Gabinetes y Proyectos Especiales, la Coordinación de Imagen y Opinión Pública, la Coordinación de Comunicación Social, la Coordinación de Asesores y la Coordinación General de Administración.
Algunas de las tareas de esta oficina eran las que concentraba ésta durante el Gobierno de Carlos Salinas como el seguimiento a las órdenes y acuerdos presidenciales, la agenda y las giras del Presidente, su correspondencia, audiencias y relaciones interinstitucionales; pero se agregaron también la coordinación de los Secretarios Técnicos de los Gabinetes Especializados y al Secretariado Técnico del Consejo de Seguridad Nacional, la elaboración de discursos y mensajes públicos, la conducción de la comunicación social presidencial, así como su imagen y opinión pública.
El 18 de enero de 2008, Felipe Calderón firmó un nuevo acuerdo con el que la Secretaría Particular y la Coordinación de Comunicación Social dejan de formar parte de la Oficina y añade a ésta una Coordinación de Estrategia y Mensaje Gubernamental.
Los Jefes de Oficina durante este gobierno fueron Juan Camilo Mouriño de diciembre de 2006 a enero de 2008, Gerardo Ruiz Mateos de enero a agosto de 2008 y de julio de 2010 a noviembre de 2012, y Patricia Flores Elizondo de agosto de 2008 a julio de 2010.

### Gobierno de Enrique Peña Nieto
El 26 de marzo de 2013, el presidente Peña Nieto firmó el Reglamento de la Oficina con el cual le dio su composición actual. Se mantiene la Coordinación de Asesores e incorpora nuevamente la Secretaría Particular del Presidente y la Coordinación de Comunicación Social, adicionalmente se genera la Jefatura de la Oficina y concentra, por primera vez en la Oficina, la Secretaría Técnica del Consejo de Seguridad Nacional, todas ellas sin preeminencia de una sobre otra; los titulares de dichas unidades tienen misma jerarquía, con lo que se rompe el esquema de titular de Oficina de la Presidencia acordado en el gobierno anterior. Adicionalmente desaparece la Coordinación de Gabinete para convertirla en la Secretaría Técnica del Gabinete y crea las coordinaciones de Estrategia y Mensaje Gubernamental, de Vinculación, de Estrategia Digital Nacional, de Ciencia, Tecnología e Innovación y de Crónica Presidencial, todo ello dentro de la Jefatura de la Oficina.

## Organización
La Oficina de la Presidencia cuenta con cinco unidades, sin preeminencia de ninguna sobre otra por lo que no hay titular de la Oficina de la Presidencia de la República. Cada una de las unidades cuenta con su propio titular. La Oficina está conformada por la Jefatura de la Oficina, la Secretaría Particular, la Coordinación de Comunicación Social, la Coordinación de Asesores y la Secretaría Técnica del Consejo de Seguridad Nacional.

### Jefatura de la Oficina
El Jefe de la Oficina de la Presidencia tiene entre sus obligaciones acordar con el presidente los asuntos de su competencia y los que le sean encomendados; asistir a las reuniones de gabinete que se convoquen; dar seguimiento a las políticas públicas y realizar su evaluación periódica para aportar elementos para la toma de decisiones, a las órdenes y acuerdos del Presidente, a los avances y al cumplimiento de los programas, proyectos y responsabilidades de la Administración Pública Federal; brindar asesoría al Presidente en los asuntos que éste le encomiende; mantener las relaciones interinstitucionales de la Oficina de la Presidencia con los sectores público, social y privado; así como dirigir y organizar las unidades de apoyo a su cargo y establecer sistemas de coordinación y colaboración de éstas con las dependencias y entidades de la Administración Pública Federal.
Las unidades técnicas de apoyo del Jefe de la Oficina son la Secretaría Técnica de Gabinete y las Coordinaciones de Opinión Pública, de Estrategia y Mensaje Gubernamental, de Vinculación, de Estrategia Digital Nacional, de Ciencia, Tecnología e Innovación y de Crónica Presidencial.

#### Secretaría Técnica de Gabinete
El secretario técnico del Gabinete es quien da seguimiento al cumplimiento de los acuerdos e instrucciones dictados por el presidente en las sesiones de gabinete, para ello debe mantener informado al jefe de la Oficina de la Presidencia del cumplimiento de los compromisos, acuerdos e instrucciones dictados en las sesiones de gabinete y proponerle temas de interés que puedan ser abordados en dichas reuniones. Adicionalmente debe llevar registro y verificar el cumplimiento de los compromisos y acuerdos del Presidente con los titulares de los Poderes Legislativo y Judicial, de los órganos con autonomía constitucional y de Administración Pública Federal, así como con servidores de las entidades federativas y de los municipios.
De igual modo, tiene como tarea emitir su opinión para mejorar la operación y el funcionamiento de los gabinetes; dar seguimiento a los programas federales de alto impacto social; elaborar estudios y análisis que permitan anticipar escenarios o situaciones específicas de orden económico, social y político y sean útiles para la oportuna y adecuada toma de decisiones.

#### Coordinación de Opinión Pública
La Coordinación de Opinión Pública debe colaborar con las entidades públicas federales en la elaboración de diagnósticos y escenarios que permitan prever sucesos que puedan repercutir en la imagen presidencial y del Gobierno de la República; coordinar estudios de opinión con el objeto de aportar elementos que permitan dar apoyo a la toma de decisiones; dirigir investigaciones acerca de la gestión del Presidente y de la Administración Pública Federal en torno a temas de interés nacional.

#### Coordinación de Estrategia y Mensaje Gubernamental
Entre las obligaciones de la Coordinación de Estrategia y Mensaje Gubernamental están conducir la política de identidad institucional, el diseño y difusión de las campañas y publicaciones institucionales para que el contenido de las campañas y publicaciones sea acorde con el mensaje y estrategia de comunicación determinada por el presidente, las acciones y estrategias para posicionar el mensaje gubernamental y la estrategia de comunicación institucional no noticiosa; así como colaborar en la producción y transmisión de los actos y eventos en los que participe el presidente.

#### Coordinación de Vinculación
La Coordinación de Vinculación participar en la promoción de los vínculos institucionales y de las relaciones interinstitucionales de la Oficina de la Presidencia con organizaciones e instituciones de los sectores público, social y privado. De igual modo, atiende y da seguimiento a las solicitudes y peticiones de grupos sociales.

#### Coordinación de Estrategia Digital Nacional
En la Coordinación de Estrategia Digital Nacional se elabora, supervisa y evalúa la Estrategia Digital Nacional. También promueve la adopción y el desarrollo de tecnologías de la información y comunicación, impulsa el gobierno digital, promueve la innovación, apertura, transparencia, colaboración y participación ciudadana para insertar a México a la sociedad del conocimiento. Esta coordinación asesora la estrategia de comunicación digital, administra las plataformas oficiales de la Oficina de la Presidencia y coordina sus estrategias de tecnología y sus protocolos de seguridad de la información; emite recomendaciones sobre las mejores prácticas de proyectos e iniciativas estratégicas en materia de tecnologías y seguridad de la información. Adicionalmente, diseña y formula las especificaciones y estándares para las adquisiciones y arrendamientos de bienes o servicios de tecnologías de la información y comunicación.

#### Coordinación de Ciencia, Tecnología e Innovación
Esta coordinación colabora en la elaboración de diagnósticos e informes sobre la situación que guarda el sector de ciencia, tecnología e innovación en el país para formular análisis, opiniones y recomendaciones; analiza, con el apoyo del Consejo Nacional de Ciencia y Tecnología, el marco jurídico en materia de ciencia, tecnología e innovación para proponer modificaciones que mejoren la organización y el funcionamiento del sector; impulsa acciones para que la ciencia, tecnología e innovación se conviertan en palanca del desarrollo económico y social del país; formula análisis, opiniones y recomendaciones; y vincula al Presidente con las instancias públicas y privadas de desarrollo tecnológico, investigación científica e innovación.

#### Coordinación de Crónica Presidencial
La Coordinación de Crónica Presidencial da seguimiento a las actividades del Presidente. para recopilar los materiales y generar los contenidos de los mismos.  Es el responsable del acervo documental, bibliográfico, hemerográfico, audiovisual y de medios electrónicos que da cuenta de las políticas, programas, obras y acciones para construir la memoria histórica de la Presidencia de la República; publica y actualiza el Diccionario Biográfico del Gobierno Mexicano.

### Secretaría Particular
El Secretario Particular da seguimiento a las órdenes y acuerdos que instruya el Presidente de México, mantiene las relaciones interinstitucionales del Presidente; es el responsable de la agenda, el calendario de giras, la asistencia a actividades y eventos públicos, por él pasan las comunicaciones de las dependencias y entidades públicas; tramita las peticiones dirigidas al Presidente; y recibe su documentación y comunicados.

#### Coordinación General de Administración
La Coordinación General de Administración administra los recursos humanos, financieros y materiales de la Oficina de la Presidencia.

##### Conservaduría de Palacio Nacional
La Conservaduría de Palacio Nacional tiene como objetivo la protección, conservación y restauración de las áreas, objetos y colecciones que se encuentren en el mismo. Está a cargo de un director general denominado Conservador.

### Coordinación de Asesores
La Coordinación de Asesores asiste a las reuniones de gabinete, es quien asesora y apoya al Presidente en los asuntos que le encomiende, para ello realiza estudios, análisis, opiniones y recomendaciones. Una de sus obligaciones es el seguimiento de los indicadores económico, social y político, para proveer al Presidente de la información necesaria para sus actividades, toma de decisiones y formulación de mensajes.

### Coordinación de Comunicación Social
Esta coordinación es la responsable de promover la coordinación y colaboración del Presidente con los medios de comunicación nacionales y extranjeros. Además, coordina la realización de programas o campañas de comunicación; informa a la opinión pública y a los medios de comunicación acerca de los asuntos competencia del Presidente; atiende las actividades de relaciones públicas con los medios de comunicación; analiza la información que difunden los medios de comunicación sobre el presidente y la compila para su distribución; da cobertura a los eventos institucionales del Presidente y produce los materiales informativos y de difusión para radio, televisión y medios impresos; coordina las entrevistas y conferencias de prensa del Presidente.

### Secretaría Técnica del Consejo de Seguridad Nacional
Las funciones del secretario técnico del Consejo de Seguridad Nacional están contenidas en la Ley de Seguridad Nacional, entre las cuales destacan la elaboración y certificación, ejecución y seguimiento de los acuerdos del Consejo, la proposición de políticas y lineamientos en materia de seguridad nacional, del Programa para la Seguridad Nacional, de la Agenda Nacional de Riesgos y de los informes que solicite el Consejo.
El secretario técnico del Consejo es nombrado por el presidente.

## Jefes de la Oficina de la Presidencia
| Jefe de la Oficina de la Presidencia | Periodo                                                                             | Presidente de México        |
| ------------------------------------ | ----------------------------------------------------------------------------------- | --------------------------- |
| José Córdoba Montoya                 | 6 de diciembre de 1988-30 de marzo de 1994                                          | Carlos Salinas de Gortari   |
| Santiago Oñate Laborde               | 5 de abril de 1994-30 de noviembre de 1994                                          | Carlos Salinas de Gortari   |
| Luis Téllez Kuenzler                 | 1 de diciembre de 1994-22 de octubre de 1997                                        | Ernesto Zedillo             |
| Vacante                              | 22 de octubre de 1997-30 de noviembre de 2000                                       | Ernesto Zedillo             |
| Vacante                              | 1 de diciembre de 2000-30 de noviembre de 2006                                      | Vicente Fox                 |
| Juan Camilo Mouriño                  | 1 de diciembre de 2006-16 de enero de 2008                                          | Felipe Calderón             |
| Gerardo Ruiz Mateos                  | 16 de enero de 2008-6 de agosto de 2008 14 de julio de 2010-30 de noviembre de 2012 | Felipe Calderón             |
| Patricia Flores Elizondo             | 6 de septiembre de 2008-14 de junio de 2010                                         | Felipe Calderón             |
| Aurelio Nuño Mayer                   | 1 de diciembre de 2012-27 de agosto de 2015                                         | Enrique Peña Nieto          |
| Francisco Guzmán Ortiz               | 28 de agosto de 2016-30 de noviembre de 2018                                        | Enrique Peña Nieto          |
| Alfonso Romo Garza                   | 1 de diciembre de 2018-2 de diciembre de 2020                                       | Andrés Manuel López Obrador |
| Vacante                              | 2 de diciembre de 2020-30 de septiembre de 2024                                     | Andrés Manuel López Obrador |
| Lázaro Cárdenas Batel                | 1 de octubre de 2024-En el cargo                                                    | Claudia Sheinbaum           |